# Minamioguni
Minamioguni (南小国町, Minamioguni-machi) est un bourg, situé dans le district d'Aso (préfecture de Kumamoto), au Japon.